# 리요 ~청춘의 이나즈마~
리요 ~청춘의 이나즈마~(リーヨ〜青春のイナズマイレブン〜)는 2008년 8월 27일 발매된 T-Pistonz의 1번째 싱글이다. 공급 업체는 포니 캐년이다.

## 트랙리스트
1. 리요 ~청춘의 이나즈마~(リーヨ〜青春のイナズマイレブン〜)
  - 이나즈마 일레븐의 닌텐도 DS 소프트웨어용 오프닝 테마이다.
2. 涙ポロリーヨ
3. 리요 ~청춘의 이나즈마~(リーヨ〜青春のイナズマイレブン〜) (Instrumental)
4. 涙ポロリーヨ  (Instrumental)